# Furacão Marco (2020)
O furacão Marco foi o primeiro de dois ciclones tropicais a ameaçar a costa do Golfo dos Estados Unidos em um período de três dias, sendo o outro o furacão Laura. A décima terceira tempestade nomeada e o terceiro furacão da hiperativa temporada de furacões no Atlântico de 2020, Marco desenvolveu-se a 20 de agosto a partir de uma onda tropical com movimento rápido a oeste das Ilhas de Barlavento e ao sul da Jamaica. O movimento rápido da onda inibiu a intensificação inicialmente, mas à medida que a onda diminuiu e entrou em um ambiente mais favorável, o sistema desenvolveu-se em uma depressão tropical, que por sua vez rapidamente se intensificou em uma forte tempestade tropical. Devido ao forte cisalhamento do vento, a intensificação de Marco foi temporariamente interrompida; no entanto, depois de entrar nas águas quentes do Golfo do México em 23 de agosto, Marco se intensificou brevemente em um furacão, apenas para enfraquecer rapidamente mais tarde naquela noite, devido a outro aumento no cisalhamento do vento. Marco atingiu a costa perto da foz do rio Mississippi na noite de 24 de agosto, como uma fraca tempestade tropical, antes de se tornar um resquício de baixa no início da manhã seguinte. Em 26 de agosto os restos de Marco se dissiparam posteriormente.
Fortes chuvas na Península de Iucatã causaram aumento do nível dos rios e inundações em toda a região. Devido à tempestade uma pessoa foi morta indiretamente em Comitán, México. Os impactos nos Estados Unidos foram geralmente menores, já que a tempestade enfraqueceu significativamente antes do landfall.

## História meteorológica
Às 00:00 UTC de 16 de agosto, o National Hurricane Center (NHC) começou a monitorar uma onda tropical que se move para o oeste sobre o Atlântico Central e que tem potencial de desenvolvimento. Chamado de Invest 97L, o distúrbio moveu-se rapidamente para o oeste a uma velocidade de mais de 20 mph (32 km/h), que inicialmente limitou o seu desenvolvimento ao passar pelas ilhas de Barlavento e entrar no Mar do Caribe. O sistema desacelerou e gradualmente se organizou ao sul das Grandes Antilhas em 19 de agosto. Por volta das 15:00 UTC de 20 de agosto, imagens de satélite revelaram que a onda havia desenvolvido um centro de baixo nível bem definido, o que levou o NHC a designá-la a Depressão Tropical Quatorze. Na época, o sistema estava localizado a 235 mi (378 km) leste da fronteira Nicarágua - Honduras. A tempestade continuou para o oeste em direção a Honduras, antes de fazer uma curva acentuada para o norte. Apesar das condições favoráveis, a tempestade inicialmente não se intensificou, com convecção pulsante em torno de um centro mal definido. Eventualmente, o centro da tempestade ficou mais bem definido e um pequeno, mas persistente aglomerado de convecção formou-se sobre ele. Isso permitiu que a depressão se intensificasse, e o NHC atualizou o sistema para a tempestade tropical Marco no noroeste do Caribe às 03:00 UTC de 22 de agosto. Esta foi a 13ª tempestade com nome mais antiga já registada na bacia do Atlântico, superando o furacão Maria (2005) por 11 dias.
Logo após ser nomeado, Marco continuou a contradizer as previsões e seguiu um curso mais para o norte. Por ser um sistema pequeno, Marco foi capaz de se fortalecer rapidamente, atingindo o seu pico de intensidade inicial de 65 mph (105 km/h) e 992 mbar (29.3 inHg) apenas 12 horas após ser nomeado, com uma parede do olho quase fechada sendo observada por Hurricane Hunters. Ao contrário das previsões anteriores, a trajetória de Marco foi deslocada para o leste no aviso das 17:00 EDT em 22 de agosto, conforme o sistema se movia para norte-nordeste em vez de norte-noroeste, introduzindo a possibilidade de sucessivos landfalls ao redor da Luisiana de Laura e Marco. Um aumento do vento sudoeste trouxe um fim abrupto para a tendência de fortalecimento, conforme Marco se movia através do Canal de Iucatão, com a pressão central mínima da tempestade subindo ligeiramente e a parede do olho praticamente se dissipando conforme a tempestade assumia uma aparência fragmentada. Esse período de enfraquecimento teve vida curta, já que o cisalhamento relaxou um pouco quando Marco se mudou para as águas quentes do Golfo do México em 23 de agosto. O fortalecimento lento, mas constante, foi retomado e os dados de outra aeronave de reconhecimento Hurricane Hunter descobriram ventos sustentados com a força do furacão na parede do olho nordeste. Posteriormente, uma atualização do NHC confirmou que Marco havia se intensificado para uma categoria 1 furacão às 16:30 UTC em 23 de agosto. Em seguida, atingiu seu pico de intensidade às 21:00 UTC, com ventos sustentados de 1 minuto de 75 mph (121 km/h) e uma pressão central mínima de 991 mbar (29.3 inHg).

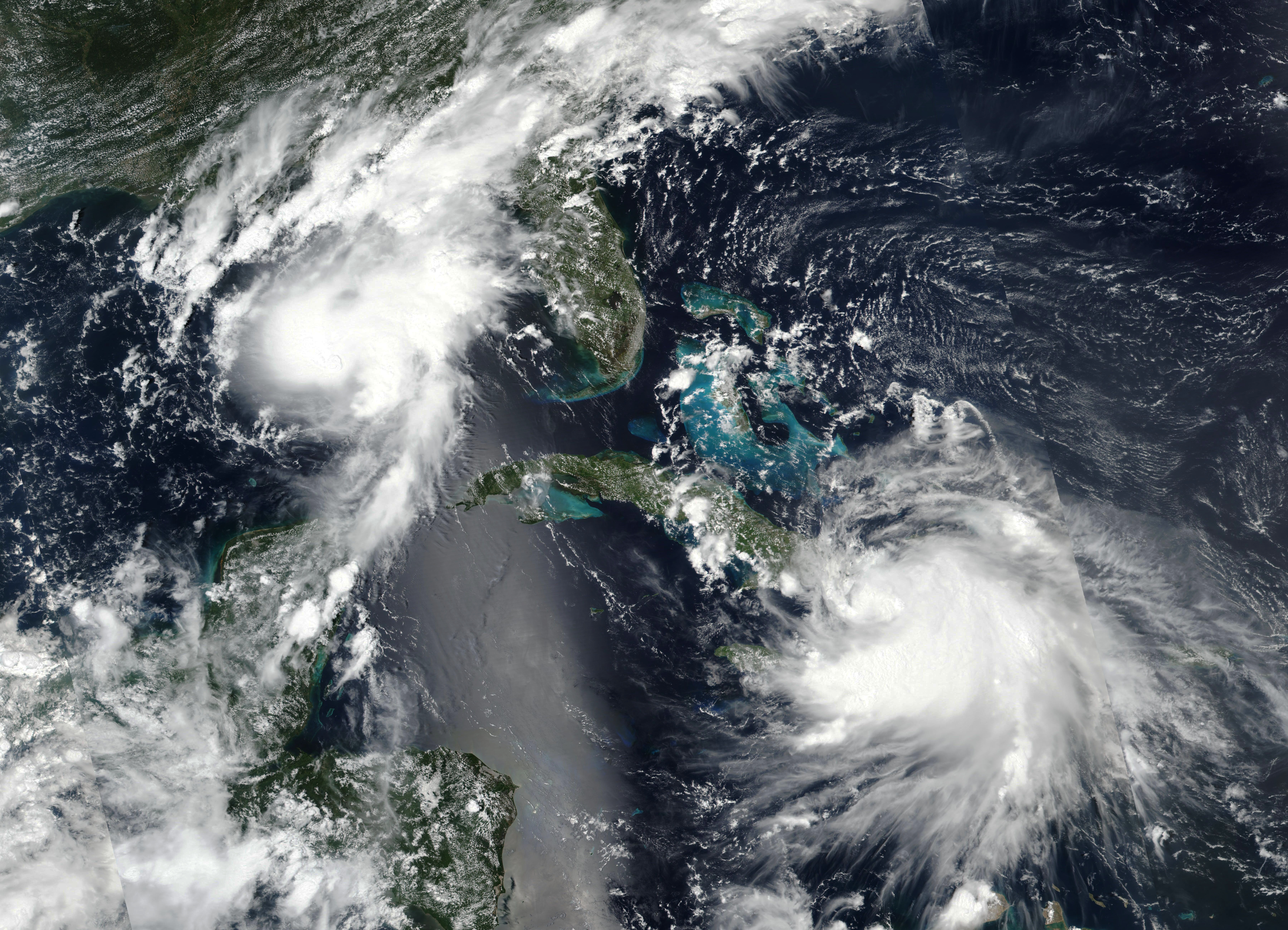
Furacão Marco (à esquerda) e tempestade tropical Laura em agosto 23

Este fortalecimento provou ter vida curta, no entanto, uma vez que o cisalhamento do vento de nível superior aumentou novamente durante a tempestade. Isso fez com que Marco se tornasse uma tempestade tropical às 03:00 UTC de 24 de agosto, e o centro de circulação foi deslocado da convecção da tempestade. O cisalhamento do vento continuou a atormentar o sistema conforme ele se voltava para o oeste perto da costa da Louisiana, e Marco rapidamente enfraqueceu para uma intensidade mínima de tempestade tropical às 18:00 UTC. Às 23:00 UTC de 24 de agosto, Marco atingiu a costa perto da foz do rio Mississippi, com ventos sustentados de 1 minuto a 40 mph (64 km/h) e uma pressão central de 1,006 mbar (29.7 inHg), embora os ventos mais fortes tenham se deslocado na convecção que estava sobre águas bem a nordeste do centro. Posteriormente, Marco enfraqueceu ainda mais e caiu para a intensidade da depressão tropical perto da costa da Luisiana, perto da Grand Isle, às 03:00 UTC de 25 de agosto, antes de degenerar em uma baixa remanescente seis horas depois. A baixa remanescente continuou a girar enquanto se movia lentamente para o oeste ao longo da costa da Luisiana, antes da aproximação do Furacão Laura, antes de abrir em uma depressão às 06:00 UTC do dia seguinte.

## Preparativos

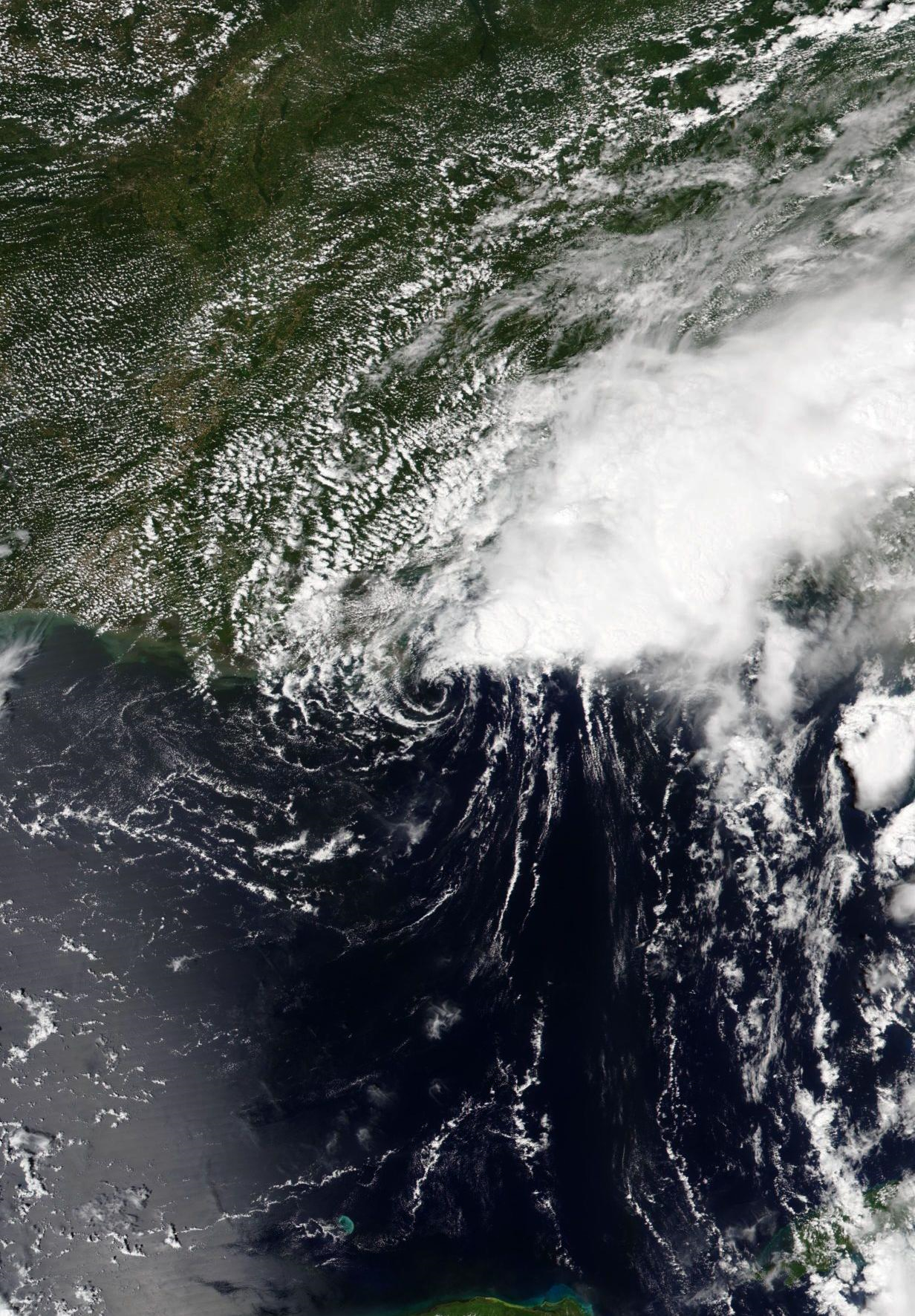
Uma tempestade tropical enfraquecida, atingindo a costa da Louisiana em 24 de agosto

Honduras emitiu alertas de tempestade tropical ao longo da sua costa quando a Depressão Tropical Quatorze foi designada, antes de rapidamente atualizar para avisos apenas algumas horas depois. Alertas de tempestade tropical e, posteriormente, Avisos de tempestade tropical e Alertas de furacão, também foram emitidos para o lado leste da Península de Iucatã, já que a tempestade foi inicialmente prevista para se mover sobre a península como uma forte tempestade tropical. Quando Marco se mudou para o norte em vez de noroeste, um alerta de tempestade tropical foi emitido pelo governo de Cuba para a província de Pinar del Río e a Ilha da Juventude.
Alertas de tempestade tropical, furacão e de surto de tornados foram emitidos em Luisiana, Mississippi e Alabama quando a previsão de Marco mudou significativamente para o leste em 22 de agosto. Muitos desses alertas foram atualizados para avisos conforme a tempestade continuava se aproximando. No Mississippi, as ordens de evacuação obrigatória estavam em vigor em 23 de agosto nas marinas de Gulfport e Biloxi e no porto de Long Beach. Todos os barcos foram obrigados a deslocar-se ao pôr-do-sol do mesmo dia. Em Gulfport, a doca de combustível foi fechada. No entanto, todos os avisos foram eventualmente rebaixados e cancelados quando a tempestade enfraqueceu rapidamente ao se aproximar da costa. Um alerta de tornado foi emitido para Far Southeast Alabama, Florida Panhandle, Southwest Georgia e Coastal Waters às 20:40 UTC em 24 de agosto.

## Impactos

Imagem de radar da tempestade tropical Marco na época do landfall

De acordo com o Instituto Meteorológico Nacional da Costa Rica, as fortes chuvas dos efeitos indiretos do Marco afetaram partes do país durante três dias. Em Santa Cruz, província de Guanacaste, as acumulações chegaram a 431 mm (17.0 in) ; isso foi mais do que o dobro da precipitação média de agosto de 231 mm (9.1 in). Áreas dentro e ao redor de Santa Cruz relataram enchentes.
No México, o estado de Chiapas foi uma das áreas mais atingidas por Marco. Uma pessoa foi morta em Comitán e, após um deslizamento de terra em Bochil, soldados da VII Região Militar trabalharam várias horas para permitir a passagem de veículos para a cidade, com a ajuda de pessoal da Proteção Civil. Em alguns municípios de Chiapas, como Tapachula, Escuintla e Acacoyagua, ocorreram inundações devido ao crescimento dos rios que vêm das montanhas próximas.
Ao atravessar o Canal de Iucatão, Marco trouxe fortes chuvas em partes da província de Pinar del Río, em Cuba, em agosto 23 A cidade de Isabel Rubio viu o maior acumulo de 97 mm (3.8 in). Pequenas inundações ocorreram em Mântua e Sandino. Algumas árvores foram derrubadas durante a tempestade.
Devido à natureza cortada da tempestade quando ela atingiu a costa dos Estados Unidos, as faixas de chuva se estenderam até o nordeste da Virgínia. Um alerta de tornado foi emitido para uma tempestade a nordeste da Cidade do Panamá, Flórida. Outro alerta de tornado foi emitido para uma tempestade perto de Charleston, na Carolina do Sul. Vários avisos marítimos especiais também foram emitidos devido a possíveis trombas de água. No entanto, nenhum tornado ou tromba de água foi confirmado. Os totais de precipitação foram os maiores ao longo do Panhandle da Flórida, com pico de 11.81 in (300 mm) perto de Apalachicola na manhã de segunda-feira. Várias estradas foram inundadas em Panama City Beach naquela noite também. No entanto, chuvas fortes se estenderam muito mais para o interior, com avisos de enchentes emitidos até o nordeste da Carolina do Norte - fronteira com a Virgínia. Devido ao Marco estar muito mais fraco do que o previsto, nenhum dano de vento ocorreu e o pico de rajadas de vento da tempestade foi de apenas 38 mph (61 km/h), que foi registado na Ilha Petit Bois, Mississippi.  Os remanescentes da tempestade trouxeram fortes chuvas e enchentes no sudeste de Oklahoma em 26 de agosto antes de se dissiparem. No geral, Marco causou pelo menos $ 35 milhões de dólares em danos em todas as áreas impactadas.